# 林治平
林治平（1938年5月22日—2024年4月27日），湖南長沙人，台灣中原大學教授、基督徒，創辦《宇宙光》雜誌，從事宣教與社會關懷，妻子張曉風是作家。

## 生平
林治平生於1938年5月22日，出生地為長沙，父親林蘭箴為軍階為中校的中華民國空軍軍需官。1948年，林治平先隨母親至臺灣，暫居於雲林縣虎尾，一年後搬到臺南縣眷村。
1954年，林治平從初級中學畢業，並成為基督教徒。台南二中畢業後，他考上東吳大學政治系。在他唸大學一年級時，認識了同年級的張曉風。兩人除宗教熱誠相同外，還同樣愛好音樂等。東吳畢業後，林治平成為該校第一位考上政治大學外交研究所的校友，被東吳校長石超庸在週會表揚。1966年，政大外交所畢業後，林治平原想當外交官，但決定向青年學子傳教，於是到中原大學任教。
之後張曉風將與林治平在東吳大學校園認識到結婚的過程，寫成《地毯的那一端》。結婚後，因林治平喜歡舞台劇，所以張曉風也寫起舞台劇本。他們曾創辦基督教藝術團契，推出多部舞台劇。1967年11月11日，張曉風因此書獲得第二屆中山文藝創作獎。
林治平的住所位於台北市新生南路。夫妻對子女會規定不能說謊、不能浪費食物、晚回家要先報備等。林治平與家人也少看電視，理由是電視節目水準低。日後，兩人兒子林質修成為中央研究院化學研究所研究員、女兒林質心則是政治大學英語系副教授。
1973年，林治平與劉翼凌等同創辦雙月刊《宇宙光》雜誌後，又接著成立心理輔導中心來幫助人。1974年9月29日，林治平在新竹清華大學大禮堂獲頒十大傑出青年。林治平後來在回憶錄說，同學得知他獲獎時是不可置信到狂笑，連他自己也不知為何獲獎。
一次，亮軒來到林治平家中拜訪時，受林治平邀請在紙張上揮毫，先寫出「傻瓜一世」這四字，後解釋世界上聰明者總不太願意吃虧，導致世界沒有什麼盼望，期許林治平可一生不清醒、繼續成為傻瓜，於是林治平便以「傻瓜」成為他的代號。1977年起，林治平又與孫越合作，推動「愛心送炭」活動，關懷山地偏鄉離島弱勢家庭、育幼院童、邊緣少年、毒癮者、到老人院，甚至泰北難民。1984年，林治平邀請香港晨曦會牧師劉民和到臺灣從事福音戒毒。
1999年，林治平教授擔任首任的中原大學人文與教育學院院長。2003年，林治平教職退休。2020年東吳大學創校一百二十週年慶祝，林治平獲傑出校友。
2023年10月25日，林治平出版自傳《傻瓜一世：林治平的生命故事》。
晚年林治平本身有糖尿病，後發現患胰臟癌，2024年4月中旬在家昏迷後送醫，於4月27日晚去世。

## 出版書籍
- 林治平. . 宇宙光出版社. 2018. ISBN 9789577275455.
- 林治平. 田疇 , 编. . 宇宙光出版社. 2023. ISBN 9789577276247.